# 杭州將軍
杭州將軍，清朝八旗14個駐防將軍之一，全稱鎮守杭州等處地方將軍，為清朝的正一品武官（後改為從一品），下轄八旗兵共約4200人，是駐紮在浙江省所有八旗兵丁及工匠的最高軍政長官及管理相關旗務。按清制須由旗人出任該職位，官署設立在浙江省首府杭州府，被稱為「杭州將軍衙門」，在杭州駐防城駐紮的約有2200名八旗兵。另下轄有乍浦副都統率領2000名八旗兵分駐在嘉興府。
杭州將軍一職，最初是在清朝康熙二年（1663年）首次設立，首任杭州將軍由圖爾白紳巴圖魯出任，駐防八旗由清朝皇帝直屬，平時由位於順天府的八旗都統衙門管理，兵部和當地督撫官員都無權管轄指揮。最後一任署理杭州將軍德濟在宣統三年（1911年）11月5日，因起義軍控制杭州各旗營，與杭州旗兵向起義軍投降，這也正式宣告這個設立時間達249年的武將職位的終結。

雍正三年（1725年）杭州將軍
太保、一等公 年羹堯

## 簡介
清代八旗軍駐防杭州的歷史，最早可以追朔至清兵入關之後，根據《杭州八旗駐防營志略·卷一》所言：「自順治二年初設杭州梅勒章京（副都統），是為杭州駐防之始。十七年設杭州總管一員，康熙二年改為杭州將軍。」可知杭州將軍是在康熙二年（1663年）時正式確立設置。
《杭州八旗駐防營志略·卷一》中亦言：「雍正七年移杭州右翼副都統駐乍浦。」故乍浦鎮也駐防著八旗兵丁約2000人。

## 兵制
根據《欽定八旗通志·卷三十五·兵制志四》：

### 杭州府駐防
合計2200名
- 從一品－杭州將軍一人〈駐劄杭州府〉
- 正二品－杭州駐防副都統一人
- 從三品－杭州駐防滿洲協領八人、蒙古協領一人
- 正四品－杭州駐防滿洲佐領十六人、蒙古佐領七人
- 正五品－杭州駐防滿洲防禦十六人、蒙古防禦四人
- 正六品－杭州駐防滿洲驍騎校二十四人、蒙古驍騎校八人
- 八旗滿洲蒙古委前鋒校十六人
- 前鋒一百八十四名
- 鳥槍領催六十四名、鳥鎗驍騎七百三十六名
- 礮領催三十名、礮驍騎一百六十名
- 箭營領催八十二名、箭營驍騎三百二十八名
- 步軍三百二十二名
- 養育兵一百二十八名
- 弓箭鐵匠各三十二名

### 乍浦鎮駐防
合計2039名
- 正二品－乍浦副都統一人〈駐劄嘉興府〉
- 從三品－乍浦駐防滿洲協領四人、蒙古協領一人
- 正四品－乍浦駐防佐領十一人
- 正五品－乍浦駐防防禦八人
- 正六品－乍浦駐防驍騎校十六人
- 滿洲領催七十二名、蒙古領催二十四名
- 滿洲驍騎一千一百二十八名、蒙古驍騎三百七十六名
- 内委前鋒校十六名
- 前鋒一百八十四名
- 養育兵一百名
- 水師三十二名
- 弓箭鐵匠共六十六名

## 歷任杭州將軍
| 任職者     | 任期              | 旗籍       | 接任前官職                         | 卸任後官職           | 備註                                     |
| ---------- | ----------------- | ---------- | ---------------------------------- | -------------------- | ---------------------------------------- |
| 圖爾白紳   | 康熙2年-康熙7年   |            |                                    |                      |                                          |
| 圖喇       | 康熙7年-康熙13年  |            |                                    |                      |                                          |
| 喇哈達     | 康熙13年-康熙14年 | 滿洲?旗    | 鎮東將軍                           | 寧海將軍             | 掌印暫理                                 |
| 雅塔理     | 康熙14年-康熙？年 |            |                                    |                      | 署理                                     |
| 馬哈達     | 康熙？年-康熙15年 | 滿洲正白旗 | 正白旗滿洲副都統                   | 杭州將軍             | 三等輕車都尉，署理                       |
| 馬哈達     | 康熙15年-康熙23年 | 滿洲正白旗 | 署理杭州將軍                       | 正白旗滿洲都統       | 三等輕車都尉                             |
| 胡圖       | 康熙23年-康熙26年 |            |                                    |                      |                                          |
| 郭丕       | 康熙26年-康熙33年 |            | 兵部左侍郎                         |                      |                                          |
| 查木揚     | 康熙33年-康熙38年 |            |                                    |                      |                                          |
| 丹岱       | 康熙38年-康熙42年 |            |                                    |                      |                                          |
| 諾羅布     | 康熙42年-康熙54年 | 滿洲正紅旗 | 正黃旗蒙古都統、兼管右翼前鋒統領事 | 過世                 | 清朝宗室、多羅順承忠郡王                 |
| 達拜       | 康熙54年          |            |                                    |                      | 署理                                     |
| 塔拜       | 康熙54年-康熙61年 |            |                                    |                      |                                          |
| 安鮐       | 康熙61年-雍正3年  | 滿洲正白旗 | 左都御史                           | 右翼監督             | 三等子                                   |
| 年羹堯     | 雍正3年           | 漢軍鑲黃旗 | 撫遠大將軍                         | 閒散章京(在杭州效力) | 一等公、太保                             |
| 鄂彌達     | 雍正3年-雍正4年   |            |                                    |                      | 署理                                     |
| 鄂彌達     | 雍正4年-雍正7年   |            |                                    |                      |                                          |
| 性桂       | 雍正7年-雍正？年  | 滿洲正藍旗 | 漕運總督                           | 署理刑部尚書         | 署理，過世後諡「恭簡」                   |
| 阿里袞     | 雍正7年-雍正12年  |            | 河南副都統                         | 青州將軍             |                                          |
| 傅森       | 雍正12年-乾隆8年  | 滿州鑲黃旗 | 浙江乍浦副都統                     | 黑龍江將軍           | 清朝宗室、三等輕車都尉，過世後諡「恪慎」 |
| 薩爾哈岱   | 乾隆8年-乾隆16年  |            | 浙江乍浦滿州水師營副都統           | 江南京口(鎮海)將軍   |                                          |
| 卓鼐       | 乾隆16年          | 滿洲正藍旗 | 吉林將軍                           | 乍浦副都統           | 三等男                                   |
| 德新       | 乾隆16年          |            |                                    |                      | 署理                                     |
| 額爾登     | 乾隆16年          |            | 乍浦滿洲水師營副都統               | 盛京副都統           | 過世後諡「恭簡」                         |
| 薩爾哈岱   | 乾隆16年-乾隆25年 |            | 江南京口(鎮海)將軍                 |                      | 過世後諡「溫穆」                         |
| 福祿       | 乾隆25年-乾隆32年 | 蒙古正白旗 | 烏里雅蘇臺參贊大臣                 | 西安將軍             | 雲騎尉                                   |
| 伊靈阿     | 乾隆25年-乾隆？年 |            |                                    |                      | 署理                                     |
| 額僧格     | 乾隆32年-乾隆33年 | 滿洲鑲藍旗 | 寧夏將軍                           | 過世                 | 雲騎尉                                   |
| 穆爾泰     | 乾隆33年-乾隆39年 |            |                                    |                      |                                          |
| 額爾德蒙額 | 乾隆39年-乾隆42年 | 滿洲鑲白旗 | 盛京副都統                         | 鑲紅旗蒙古都統       | 清朝宗室                                 |